# 네덜란드 농구 국가대표팀
네덜란드 농구 국가대표팀(네덜란드어: Nederlands nationaal basketbalteam)은 네덜란드를 대표하여 국가대항전에 참가하는 농구 국가대표팀으로 네덜란드 농구 협회에 의해 운영된다.
네덜란드는 월드컵 1회,  유로바스켓 16회 출전했다.